# Terri Bromm
Pour les articles homonymes, voir Bromm.
Terri Bromm est une femme politique provinciale canadienne de la Saskatchewan. Elle représente la circonscription de Carrot River Valley à titre de députée du Parti saskatchewanais depuis 2024.
Avant l'élection provinciale, Bromm sert comme conseillère municipale de la municipalité de Tisdale.